# Folarin Balogun
Folarin Jerry Balogun, född 3 juli 2001 i New York i New York, är en amerikansk fotbollsspelare med amerikanskt, engelskt och nigerianskt medborgarskap, som spelar som anfallare för AS Monaco. I maj 2023 valde Balogun, som växte upp i London och tidigare spelat för Englands ungdomslandslag, att fortsätta sin landslagskarriär för USA.

## Karriär
Folarin satt för första gången på bänken för Arsenals seniorlag den 24 september 2019 i en match mot Nottingham Forest i tredje rundan av Engelska ligacupen. Han gjorde sin debut i Europa League den 29 oktober 2020, efter att ha blivit inbytt i den 74:e minuten i en gruppspelsmatch mot Dundalk. Folarin gjorde sitt första seniormål i tävlingssammanhang när han gjorde 3–0-målet i den 83:e minuten i gruppspelsmatchen mot Molde i Europa League den 11 november 2020.
Den 12 januari 2022 lånades Balogun ut till Championship-klubben Middlesbrough på ett låneavtal över resten av säsongen 2021/2022. I augusti 2022 lånades han ut till franska Reims på ett säsongslån, som var lyckat i så måtto att Balogun gjorde 20 mål på 35 matcher.
Den 30 augusti 2023 värvades Balogun av AS Monaco, där han skrev på ett femårskontrakt.